# Гад
Гад (рум. Gad) — село у повіті Тіміш в Румунії. Входить до складу комуни Гілад.
Село розташоване на відстані 417 км на захід від Бухареста, 37 км на південний захід від Тімішоари.

## Населення
За даними перепису населення 2002 року у селі проживали 190 осіб.
Національний склад населення села:
| Національність | Кількість осіб | Відсоток |
| -------------- | -------------- | -------- |
| румуни         | 133            | 70,0%    |
| серби          | 44             | 23,2%    |
| угорці         | 7              | 3,7%     |
| німці          | 6              | 3,2%     |

Рідною мовою назвали:
| Мова      | Кількість осіб | Відсоток |
| --------- | -------------- | -------- |
| румунська | 143            | 75,3%    |
| сербська  | 41             | 21,6%    |
| угорська  | 5              | 2,6%     |